# Художественный музей Каяани
Художественный музей Каяани (фин. Kajaanin taidemuseo) — музей, расположенный в городе Каяани (Финляндия).

## Описание
Региональный художественный музей Каяани был основан в 1993 году и работает в бывшем здании полицейского участка. Здание музея, построенное в 1936 году, было спроектировано архитектором Эйно Питкяненом в стиле функционализма. Огороженный скульптурный двор соединяет здание музея с бывшей ратушей. Администрация и конференц-залы музея размещены в ратуше, спроектированной Карлом Людвигом Энгелем и построенной в 1831 году.
Коллекции музея — это в основном финское искусство 80-х и 90-х годов XX века. Значительное собрание музея включает в себя работы таких художников как Юхан Бломстедт, Каролус Энкель, Тапио Юнно, Пауно Похйолайнен, Каин Таппер и Нина Терно. Среди знаменитых художников Кайнуу в музейной коллекции представлены Х. Ахтела, Хельви Хювяринен, Матти Коскела, Яакко Леппянен и Каарло Микконен. В музее также хранится коллекция произведений искусства города Каяни. Ряд работ из городской художественной коллекции представлен в общественных местах города для свободного обозрения.
В 2015 году музей посетили 11 076 посетителей.